# کاترین همنت
کاترین هَمنِت (انگلیسی: Katharine Hamnett؛ زادهٔ ۱۶ اوت ۱۹۴۷) طراح مد انگلیسی است که بیشتر برای تی‌شرت‌های سیاسی‌اش و فلسفهٔ کسب و کار اخلاقی‌اش مشهور است. همنت از مدرسهٔ هنر سنت مارتین فارغ‌التحصیل شد و در سال ۱۹۷۹ برند لباس کاترین ای همنت را بنیان نهاد.

## جوایز
همنت در سال ۱۹۸۴ برندهٔ عنوان «طراح سال» در نخستین دورهٔ جایزهٔ مد بریتانیا شد. او همچنین در سال ۱۹۹۶ توسط خوانندگان مجلهٔ کازموپالیتن به عنوان طراح محبوب بریتانیا انتخاب شد.